# 韦仁寿
韦仁寿（6世纪—620年代），雍州万年县（今陕西省西安市）人，出自京兆韦氏西眷，隋朝、唐朝官员。

## 生平
韦仁寿在隋朝大业末年担任蜀郡司法书佐，他审判案件公平正义，那些被判有罪的人都说：“韦君所审判的案子，死而无恨。”被判处死刑的囚犯到了闹市行刑的时候，还要面向西方替韦仁寿礼佛以后才肯受死。唐高祖李渊进入关中后，派遣使者安抚巴蜀地区，使者奉诏命册拜韦仁寿担任巂州都督府长史。当时南宁州归顺唐朝，朝廷每次派遣使者去安抚，大多收受贿赂，边境百姓很忧虑，时有反叛。唐高祖因为韦仁寿向有能干的名声，任命他检校南宁州都督，在越巂暂设置官府处理政务，每年一次到南宁州慰问安抚。韦仁寿性情宽和仁厚，有见识和度量。他接受任命以后带领五百名士兵到西洱河，走遍辖区内的数千里地，酋长豪强都来归顺觐见。韦仁寿秉承皇帝旨意设置七州十五县，任命地方豪强担任州县长官。韦仁寿法令清正严明，人们都心怀欢悦。等到韦仁寿将要返回时，酋长大声哭泣说：“天子派您镇守安抚南宁州，怎么这就要离去？”韦仁寿以没有修建城池作为托辞，众酋长就一起修筑城池，建立官署房舍，十天就都造好。韦仁寿又说：“我奉诏命只是负责巡察安抚，不敢擅自住留。”等到韦仁寿将要返回，少数民族的父老都挥泪相送。南宁州还派遣子弟随韦仁寿入朝，进贡土特产。武德七年闰七月壬戌（624年9月12日），韦仁寿回到朝廷，唐高祖非常高兴。韦仁寿又请求把治所迁移到南宁州，派兵镇守。唐高祖诏令允许韦仁寿见机行事，命令益州派遣士兵为韦仁寿送行。益州刺史窦轨嫉妒韦仁寿的功劳，借口蜀中山獠反叛，来不及派出兵力，没有按时派遣士兵护送韦仁寿。过了一年多，韦仁寿病逝。

## 延伸阅读
[在维基数据编辑]
 《舊唐書·卷185上》，出自刘昫《舊唐書》